# 弗朗茨·约瑟夫·荣格
弗朗茨·約瑟夫·榮格（德語：Franz Josef Jung，1949年3月5日—），出生于黑森州小城埃爾巴哈（Erbach），现為德國的一名政治家，屬於德國基督民主聯盟的其中一員。
2005年11月2日，他作為默克爾內閣中的成員擔任德國國防部部長一職，接替前任的彼得·施特魯克。1999年至2000年間，他曾担任黑森州联邦和欧洲事务部长和黑森州政府主管（Chef der Staatskanzlei）的职务。

## 生平、职业
1968年荣格通過德國大學入學資格考試（Abitur），並在兩年兵役屆滿后，於1970年开始进入美因茨大学学习法学，1974年他就通过了第一級的德國國家司法考試（Staatsexamen），1976年通过了第二级的司法考試。1978年在美因茨大学完成题为《Die Regionalplanung in Hessen, dargestellt am Beispiel der Regionalen Planungsgemeinschaft Rhein-Main-Taunus》的论文，更获得法学博士。荣格曾在埃爾特維勒（Eltville）担任律师和公证员。2000年8月－2005年12月12日期间起初在管委会，2003年5月之后在法兰克福足球俱乐部监事会工作。
弗朗茨·约瑟夫·荣格已婚并有三个孩子。
| 前任： 彼得·施特魯克 | 德意志聯邦共和國國防部部長 | 繼任： 卡尔－特奥多尔·楚·古滕贝格 |